# Fra Underverdenen
Fra Underverdenen è il secondo full-length della band norvegese Kampfar. Dell'album esiste anche una versione in vinile limitata a 500 copie. Uscito sotto la Hammerheart Records nel 1999, nel maggio 2006 è stato ri-pubblicato della Napalm Records con incluso l'EP Norse come bonus.

## Tracce
1. Ondskapens Kunst – 7:13
2. Troll, Død Og Trolldom – 7:38
3. Norse – 5:32
4. Svart Og Vondt – 8:04
5. Mørk Pest – 5:15
6. Fra Underverdenen – 3:15

## Line Up
- Dolk - voce e batteria
- Thomas - chitarra e basso